# Ленгмюр (единица измерения)

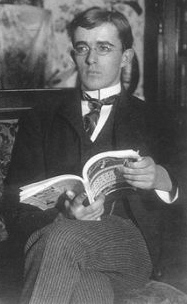
Ирвинг Ленгмюр

Ленгмюр (обозначение: Л) — единица измерения экспозиции газа на поверхность тела при сверхвысоком вакууме. Это устаревшая внесистемная единица, используемая на практике в физике поверхности при изучения адсорбции газов. Названа в честь американского химика Ирвинга Ленгмюра.

## Определение
Экспозиция газа является величиной, характеризующей количество газа, которое
воздействует на поверхность образца. Ленгмюр определяется как произведение давления газа на время экспозиции. Один Ленгмюр соответствует экспозиции 10−6 торр в течение одной секунды.
Ленгмюр (Л) = 10−6 торр·с,
то есть (экспозиция, Л) = 106 × (давление, торр) × (время, с)
Для примера, экспозиция на поверхность при давлении газа 10−8 торр в течение 100 секунд соответствует 1 Л. Аналогично, выдержка в кислороде при давлении 2,5·10−6 мбар в течение 53 секунд даст экспозицию в 100 Л.

## Использование
Предполагая, что каждая молекула газа, которая ударяет поверхность, прилипает к ней (то есть, коэффициент прилипания равен 1,00), один Ленгмюр (1 Л) будет соответствовать покрытию поверхности монослоем адсорбата (молекул газа). Коэффициент прилипания меняется в зависимости от физических свойств поверхности и молекул, поэтому Ленгмюр дает минимальное время, какое нужно для полного покрытия поверхности.
Из сказанного становится ясно, почему для изучения поверхности твёрдого тела, наноструктур или даже отдельных молекул должен использоваться сверхвысокий вакуум. Типичное время для выполнения физических экспериментов с поверхностью образцов лежит в диапазоне от одного до нескольких часов. Для того чтобы поверхность оставалась чистой от загрязнений, давление остаточного газа в камере сверхвысокого вакуума должно быть не ниже 10−10 торр.